# Стобенский, Иван Игнатьевич
Иван Игнатьевич Стобенский (укр. Іван Ігнатович Стобенський; начало XVIII века — третья четверть XVIII века) — украинский мастер художественной резьбы по дереву эпохи барокко.

## Биография
Сын Игнатия Стобенского, мастера художественной резьбы по дереву Жолковской школы первой половины XVIII века. Родом из Жолквы.
Обучался в мастерской своего отца; вместе с ним создал иконостасы в Жолкве, монастырей в Крехове и с. Краснопуща (теперь Тернопольская область).
В 1746 году вместе с дядей Степаном Стобенским, скульптором, переехал в Киев, где принимал участие в скульптурно-декоративной отделке и перестройке колокольни монастыря Софийского собора.